# Patrick Delorme
Pour les articles homonymes, voir Delorme.
Patrick Delorme est un mathématicien français, spécialiste d'analyse harmonique.

## Carrière
Patrick Delorme est titulaire d'une thèse de doctorat de 3e cycle (Paris VI, 1975), sous la direction d'Alain Guichardet.
Il est professeur émérite de mathématiques à l'Institut de mathématiques de Marseille, à l'université d'Aix-Marseille.

## Prix et distinctions
En 2000, il a reçu le Prix Ernest-Déchelle de l'Académie des sciences, « pour ses travaux sur l’analyse harmonique sur les espaces symétriques ».
En 2009, il est nommé membre senior de l'Institut universitaire de France.
En 2002, il est conférencier invité au congrès international des mathématiciens (ICM) à Pékin.

## Publications (sélection)
- 1-cohomologie et produits tensoriels continus de représentations (thèse de doctorat), 1975 ; publiée dans Patrick Delorme, « 1-cohomologie des représentations unitaires des groupes de Lie semi-simples et résolubles : Produits tensoriels continus de représentations », Bulletin de la Société mathématique de France, vol. 105,‎ 1977, p. 281-336 (lire en ligne).
- (en) avec Jacques Carmona et Michèle Vergne, Non-commutative harmonic analysis and Lie groups : Proceedings of the international conference held in Marseille-Luminy, 24-29 juin 1985, vol. 1243, Springer, coll. « Lecture Notes in Mathematics », 1987 (ISBN 978-3-540-47775-4, présentation en ligne).
- (en) avec Michèle Vergne, Noncommutative harmonic analysis : In honor of Jacques Carmona, vol. 220, Birkhaüser, coll. « Progress in Mathematics », 2004 (ISBN 978-0-8176-8204-0, présentation en ligne)[5].